# Акинфиев, Александр Владимирович
Акинфиев Александр Владимирович (род. 2 октября 1941 года, Курск — 2 апреля 2017 года, Чебоксары) — врач-педиатр, доктор медицинских наук, профессор. Заслуженный деятель науки Чувашской Республики, заслуженный врач Российской Федерации

## Биография
В 1965 окончил педиатрический факультет Казанского медицинского института. В 1967 году прошел клиническую ординатуру, а в 1970 году обучался на кафедре детской хирургии. В 1971 году успешно защитил кандидатскую диссертацию по теме «Вопросы выявления и комплексного лечения хронических нагноительных заболеваний легких у детей». После был назначен на должность ассистента кафедры детской хирургии Казанского государственного медицинского института им. С. В. Курашова. В 1983 году успешно защитил докторскую диссертацию на тему «Бактериальные деструкции легких и их осложнения у детей».
В 1988 приглашён в качестве профессора для организации кафедры детской хирургии на медицинском факультете Чувашского государственного университета, а с 1989 по 2013 являлся заведующим вновь созданной кафедры. В 2013—2017 работал профессором кафедры педиатрии и детской хирургии.
С 1990 года возглавил подготовку врачей детских хирургов в клинической ординатуре на базе данной кафедры. Лекции А. В. Акинфиева отличались ясностью и точностью. Профессор настолько доходчиво излагал материал, что после занятий и семинаров у слушателей не оставалось никаких вопросов. Под руководством А. В. Акинфиева было защищено 8 кандидатских и 1 докторская диссертации.
Впервые в Чувашии выполнил операцию по пластике левого главного бронха при его отрыве с сохранением сосудистых элементов. Также, впервые выполнил бронхотомию для удаления инородного тела с последующим восстановлением проходимости промежуточного бронха справа. Разработал главные принципы поэтапного хирургического лечения кишечной непроходимости у детей возрстом до 1 года. Внедрил в практику работы хирургического отделения метод «управляемой лапаростомии».
Совместно с сотрудниками Республиканского онкодиспансера, Акинфиев разработал и внедрил в практику детский канцерорегистр. Также, впервые в Чувашии и один из первых в России А. В. Акинфиев создал на базе детского медицинского центра детский хирургический стационар одного дня.
В неотложной травматологии под руководством профессора А. В. Акинфиева стали широко использоваться методики остеосинтеза.
Большой заслугой профессора А. В. Акинфиева стала организация детского круглосуточного травматологического пункта, развернутого при детском медицинском центре.
В 2001 году профессору А. В. Акинфиеву было присвоено звание «Заслуженного деятеля науки Чувашской Республики», в 2002 году награждён Почетной грамотой Министерства образования и науки Российской Федерации. В 2011 году профессору А. В. Акинфиеву присвоено Почетное звание «Заслуженный врач Российской Федерации». В 2016 году стал Почетным членом Российской ассоциации детских хирургов.

## Награды
- «Заслуженный врач Российской Федерации»
- «Заслуженный деятель науки Чувашской Республики»
- Почетная грамота Министерства образования и науки Российской Федерации